# Djaptodji
Djaptodji is een gemeente (commune) in de regio Mopti in Mali. De gemeente telt 36.000 inwoners (2009).